# Maladie mitochondriale
 Mise en garde médicale
Les maladies mitochondriales ou mitochondropathies regroupent un ensemble disparate de maladies en rapport avec un trouble de chaîne respiratoire mitochondriale. Ces troubles sont la conséquence de mutations ou délétions dans des gènes codant des protéines mitochondriales, ces dernières étant codées dans l'ADN nucléaire en grande partie, mais aussi dans l'ADN mitochondrial,.
Certaines maladies plus générales comportent des mutations de l'ADN mitochondrial, même si le rôle exact de ces dernières n'est pas connu : c'est le cas en particulier de la maladie de Parkinson et de la maladie d'Alzheimer. D'autres maladies comportent une participation mitochondriale, dont les mécanismes précis restent à identifier. C'est le cas ainsi de certaines cardiomyopathies, de la maladie de Huntington ou des obésités avec résistance à l'insuline. On ne parle pas alors de « maladie purement mitochondriale », ce terme étant réservé aux maladies qui touchent la mitochondrie de façon primaire.

## Mécanisme
Les mitochondries sont des structures au sein des cellules qui convertissent l'énergie des aliments en une forme que les cellules peuvent utiliser. Chaque cellule contient des centaines à des milliers de mitochondries, qui sont situées dans le fluide qui entoure le noyau (le cytoplasme). Bien que la plupart de l'ADN soit emballé dans des chromosomes à l'intérieur du noyau, les mitochondries ont également une petite quantité de leur propre ADN. Ce matériel génétique est appelé ADN mitochondrial ou ADNmt. Chez l'homme, l'ADN mitochondrial couvre environ 16 500 paires de bases, ce qui représente une petite fraction de l'ADN total dans les cellules. L'ADN mitochondrial contient 37 gènes, tous essentiels à la fonction mitochondriale normale. Treize de ces gènes fournissent des instructions pour fabriquer des enzymes impliquées dans la phosphorylation oxydative. La phosphorylation oxydative est un processus qui utilise de l'oxygène et des sucres simples pour créer l'adénosine triphosphate (ATP), la principale source d'énergie de la cellule. Les gènes restants fournissent des instructions pour la fabrication de molécules appelées ARN de transfert (ARNt) et ARN ribosomique (ARNr), qui sont des cousins chimiques de l'ADN. Ces types d'ARN aident à assembler les blocs de construction des protéines (acides aminés) en protéines fonctionnelles.
Les mitochondries sont des structures intra-cellulaires responsables de la production énergétique de celles-ci. Elles possèdent leur propre ADN. Elles ne sont normalement issues que de la mère, le gamète mâle n'apportant en principe que de l'ADN nucléaire. La transmission des mitochondries ne se fait donc normalement que de mère à enfants, et les anomalies de l'ADN mitochondrial ne sont transmises que par la mère, alors que les anomalies de l'ADN nucléaire codant des protéines mitochondriales peuvent être transmises par les deux sexes. Il existe cependant des familles où 24 à 76 % des individus ont un ADN mitochondrial hétéroplasmique, dont une part significative est transmise par la voie paternelle,.
L'implication des mitochondries dans la chaine de production énergétique explique une atteinte préférentielle des organes dépendant fortement de cette dernière : neurones, muscles...
Plus de 1000 gènes interviennent dans le fonctionnement mitochondrial. À la date de 2012, des mutations causales de maladie mitochondriale ont été décrites chez l'être humain sur plus de 200 gènes nucléaires et 13 gènes mitochondriaux.

## Pathologies en rapport avec des modifications de l'ADN mitochondrial
Certaines maladies mitochondriales n'atteignent qu'un organe (comme l'œil dans la neuropathie optique héréditaire de Leber), mais la plupart impliquent de nombreux organes avec des signes neurologiques et musculaires souvent au premier plan.
Les manifestations de ces maladies surviennent à n'importe quel âge. D'une façon générale, les mutations de l'ADN nucléaire se manifestent plus tôt que les mutations de l'ADN mitochondrial.
Cependant, la très grande variabilité des manifestations cliniques ne permet pas toujours de poser un diagnostic précis. Les signes les plus fréquents d'une mitochondropathie sont un ptosis, une ophtalmoplégie externe, une myopathie ou une fatigabilité musculaire excessive, une cardiomyopathie, une diminution de la vision et de l'audition, une atrophie optique, une rétinite pigmentaire ou un diabète. 
Les signes neurologiques les plus fréquents sont l'encéphalopathie, l'épilepsie, la démence, l'ataxie et des troubles spastiques.
Selon une étude récente (2016) certaines pathologies mitochondriales pourraient aggraver les conséquences et la morbidité d'autres anomalies (autisme ou schizophrénie par exemple).
En outre, au cours de la vie, l’accumulation de dommages mitochondriaux contribue au vieillissement et aux maladies neurodégénératives.

### Surdité en rapport avec l'âge
Les changements dans l'ADN mitochondrial sont parmi les facteurs génétiques les mieux étudiés associés à la perte auditive liée à l'âge. Cette forme de perte auditive se développe avec l'âge et peut commencer dès la trentaine ou la quarantaine d'une personne. Il affecte généralement les deux oreilles et s'aggrave progressivement au fil du temps, ce qui rend difficile la compréhension de la parole et l'écoute d'autres sons. Cette condition résulte d'une combinaison de facteurs génétiques, environnementaux et de style de vie, dont beaucoup n'ont pas été identifiés.
À mesure que les gens vieillissent, l'ADN mitochondrial accumule des mutations dommageables, y compris des suppressions et d'autres changements. Ces dommages résultent d'une accumulation de molécules nocives appelées espèces réactives de l'oxygène, qui sont des sous-produits de la production d'énergie dans les mitochondries. L'ADN mitochondrial est particulièrement vulnérable car il a une capacité limitée à se réparer. En conséquence, les espèces réactives de l'oxygène endommagent facilement l'ADN mitochondrial, provoquant un dysfonctionnement des cellules et finalement leur mort. Les cellules qui ont des besoins énergétiques élevés, comme celles de l'oreille interne qui sont essentielles à l'audition, sont particulièrement sensibles aux effets des dommages à l'ADN mitochondrial. Ces dommages peuvent altérer de manière irréversible la fonction de l'oreille interne, entraînant une perte auditive.

### Cancers
L'ADN mitochondrial est sujet aux mutations somatiques, qui sont un type de mutation non héréditaire. Les mutations somatiques se produisent dans l'ADN de certaines cellules au cours de la vie d'une personne et ne sont généralement pas transmises aux générations futures. Il existe des preuves limitées liant les mutations somatiques de l'ADN mitochondrial à certains cancers, notamment les tumeurs du sein, du côlon, de l'estomac, du foie et des reins. Ces mutations pourraient également être associées au cancer des tissus hématopoïétiques (leucémie) et au cancer des cellules du système immunitaire (lymphome).
Il est possible que des mutations somatiques dans l'ADN mitochondrial augmentent la production d'espèces réactives de l'oxygène. Ces molécules endommagent l'ADN mitochondrial, provoquant une accumulation de mutations somatiques supplémentaires. Les chercheurs étudient comment ces mutations pourraient être liées à une division cellulaire incontrôlée et à la croissance de tumeurs cancéreuses.

### Syndrome du vomissement cyclique
Certains cas de syndrome de vomissements cycliques, en particulier ceux qui commencent dans l'enfance, peuvent être liés à des modifications de l'ADN mitochondrial. Ce trouble provoque des épisodes récurrents de nausées, de vomissements et de fatigue (léthargie). Certains des changements génétiques modifient des blocs de construction d'ADN uniques (nucléotides), tandis que d'autres réorganisent de plus grands segments d'ADN mitochondrial. Ces changements altèrent probablement la capacité des mitochondries à produire de l'énergie. Les chercheurs pensent que les mitochondries altérées peuvent affecter certaines cellules du système nerveux autonome, qui est la partie du système nerveux qui contrôle les fonctions involontaires du corps telles que la fréquence cardiaque, la pression artérielle et la digestion. Cependant, on ne sait pas encore comment ces changements pourraient provoquer les épisodes récurrents caractéristiques du syndrome des vomissements cycliques.

### Déficit en cytochrome c oxydase
Des mutations dans au moins trois gènes mitochondriaux peuvent provoquer une carence en cytochrome c oxydase, qui peut affecter plusieurs parties du corps, y compris les muscles utilisés pour le mouvement (muscles squelettiques), le cœur, le cerveau ou le foie.
Les gènes mitochondriaux associés au déficit en cytochrome c oxydase fournissent des instructions pour la fabrication de protéines qui font partie d'un grand groupe enzymatique (complexe) appelé cytochrome c oxydase (également connu sous le nom de complexe IV). La cytochrome c oxydase est responsable de la dernière étape de la phosphorylation oxydative avant la génération d'ATP. Les mutations de l'ADNmt qui provoquent cette condition modifient les protéines qui composent la cytochrome c oxydase. Par conséquent, la cytochrome c oxydase ne peut pas fonctionner. Un manque de cytochrome c oxydase fonctionnelle perturbe la phosphorylation oxydative, provoquant une diminution de la production d'ATP. Les chercheurs pensent qu'une altération de la phosphorylation oxydative peut entraîner la mort cellulaire dans les tissus qui nécessitent de grandes quantités d'énergie, comme le cerveau, les muscles et le cœur. La mort cellulaire dans ces tissus et d'autres tissus sensibles contribue probablement aux caractéristiques de la carence en cytochrome c oxydase.

### Syndrome de Kearns-Sayre
La plupart des personnes atteintes du syndrome de Kearns-Sayre ont une seule et grande suppression d'ADN mitochondrial. Les délétions varient de 1 000 à 10 000 nucléotides, et la délétion la plus courante est de 4 997 nucléotides. Le syndrome de Kearns-Sayre affecte principalement les yeux, provoquant une faiblesse des muscles oculaires (ophtalmoplégie) et une dégradation du tissu sensible à la lumière à l'arrière de l'œil (rétinopathie). Les suppressions d'ADN mitochondrial entraînent la perte de gènes qui produisent les protéines nécessaires à la phosphorylation oxydative, provoquant une diminution de la production d'énergie cellulaire. Les chercheurs n'ont pas déterminé comment ces suppressions conduisent aux signes et symptômes spécifiques du syndrome de Kearns-Sayre, bien que les caractéristiques de la condition soient probablement liées à un manque d'énergie cellulaire. Il a été suggéré que les yeux sont généralement affectés par des défauts mitochondriaux car ils dépendent particulièrement des mitochondries pour l'énergie.

### Neuropathie optique de Leber
Des mutations dans quatre gènes mitochondriaux, MT-ND1, MT-ND4, MT-ND4L et MT-ND6, ont été identifiées chez des personnes atteintes de neuropathie optique héréditaire de Leber. Ces gènes fournissent des instructions pour fabriquer des protéines qui font partie d'un grand complexe enzymatique. Cette enzyme, connue sous le nom de complexe I, est nécessaire à la phosphorylation oxydative. Les mutations responsables de la neuropathie optique héréditaire de Leber modifient des acides aminés uniques dans ces protéines, ce qui peut affecter la génération d'ATP dans les mitochondries. Cependant, on ne sait pas encore pourquoi les effets de ces mutations sont souvent limités au nerf qui relaie l'information visuelle de l'œil au cerveau (le nerf optique). Des facteurs génétiques et environnementaux supplémentaires contribuent probablement à la perte de vision et aux autres problèmes médicaux associés à la neuropathie optique héréditaire de Leber.

### Syndrome de Leigh
Des mutations dans l'un des différents gènes mitochondriaux peuvent provoquer le syndrome de Leigh, qui est un trouble cérébral progressif qui apparaît généralement pendant la petite enfance ou la petite enfance. Les enfants touchés peuvent présenter un retard de développement, une faiblesse musculaire, des problèmes de mouvement ou des difficultés respiratoires.
Certains des gènes associés au syndrome de Leigh fournissent des instructions pour fabriquer des protéines qui font partie des grands complexes enzymatiques nécessaires à la phosphorylation oxydative. Par exemple, le gène mitochondrial le plus muté du syndrome de Leigh, MT-ATP6, fournit des instructions pour une protéine qui constitue une partie du complexe V, une enzyme importante dans la phosphorylation oxydative qui génère de l'ATP dans les mitochondries. Les autres gènes fournissent des instructions pour la fabrication de molécules d'ARNt, qui sont essentielles à la production de protéines dans les mitochondries. Beaucoup de ces protéines jouent un rôle important dans la phosphorylation oxydative. Les mutations du gène mitochondrial qui provoquent le syndrome de Leigh altèrent la phosphorylation oxydative. Bien que le mécanisme ne soit pas clair, on pense qu'une altération de la phosphorylation oxydative peut entraîner la mort cellulaire dans les tissus sensibles, ce qui peut provoquer les signes et symptômes du syndrome de Leigh.

### Surdité et diabète  d'origine maternelle
Des mutations dans au moins trois gènes mitochondriaux, MT-TL1, MT-TK et MT-TE, peuvent provoquer le diabète mitochondrial et la surdité (MIDD). Les personnes atteintes de cette maladie souffrent de diabète et parfois de perte auditive, en particulier de tons élevés. Les gènes MT-TL1, MT-TK et MT-TE fournissent des instructions pour la fabrication de molécules d'ARNt, qui sont essentielles pour la production de protéines dans les mitochondries. Dans certaines cellules du pancréas (cellules bêta), les mitochondries aident à surveiller la glycémie. En réponse à des niveaux élevés de sucre, les mitochondries aident à déclencher la libération d'une hormone appelée insuline, qui contrôle la glycémie. Les mutations des gènes MT-TL1, MT-TK et MT-TE associées à la production de protéines MIDD ralentissent dans les mitochondries et altèrent leur fonction. Les chercheurs pensent que la perturbation de la fonction mitochondriale diminue la capacité des mitochondries à aider à déclencher la libération d'insuline. Chez les personnes atteintes de MIDD, le diabète survient lorsque les cellules bêta ne produisent pas suffisamment d'insuline pour réguler efficacement la glycémie. Les chercheurs n'ont pas déterminé comment les mutations de ces gènes entraînent une perte auditive.

### Déficit en complexe mitochondrial III
Les mutations du gène MT-CYB présentes dans l'ADN mitochondrial peuvent provoquer une déficience du complexe mitochondrial III. Lorsqu'elle est causée par des mutations de ce gène, la condition est généralement caractérisée par une faiblesse musculaire (myopathie) et des douleurs, en particulier pendant l'exercice (intolérance à l'exercice). Les personnes les plus gravement touchées peuvent avoir des problèmes avec d'autres organes, notamment le foie, les reins, le cœur et le cerveau.Le gène MT-CYB fournit des instructions pour fabriquer une protéine appelée cytochrome b. Cette protéine est un composant du complexe III, l'un des nombreux complexes qui effectuent la phosphorylation oxydative. 
La plupart des mutations du gène MT-CYB impliquées dans la déficience du complexe mitochondrial III modifient des acides aminés uniques dans la protéine du cytochrome b ou conduisent à une protéine anormalement courte. Ces altérations du cytochrome b altèrent la formation du complexe III, réduisant considérablement l'activité du complexe et la phosphorylation oxydative. Les dommages aux muscles squelettiques ou à d'autres tissus et organes causés par le manque d'énergie cellulaire entraînent les caractéristiques d'une carence en complexe mitochondrial III.

### Syndrome MELAS
Des mutations dans au moins cinq gènes mitochondriaux, MT-ND1, MT-ND5, MT-TH, MT-TL1 et MT-TV, peuvent provoquer les traits caractéristiques de l'encéphalomyopathie mitochondriale, de l'acidose lactique et des épisodes de type accident vasculaire cérébral (MELAS). Certains de ces gènes fournissent des instructions pour fabriquer des protéines qui font partie d'un grand complexe enzymatique, appelé complexe I, qui est nécessaire à la phosphorylation oxydative. Les autres gènes fournissent des instructions pour la fabrication de molécules d'ARNt, qui sont essentielles à la production de protéines dans les mitochondries.
Une mutation particulière du gène MT-TL1 provoque plus de 80% de tous les cas de MELAS. Cette mutation, écrite comme A3243G, remplace le nucléotide adénine par le nucléotide guanine en position 3243 dans le gène MT-TL1.
Les mutations qui causent MELAS altèrent la capacité des mitochondries à fabriquer des protéines, à utiliser de l'oxygène et à produire de l'énergie. Les chercheurs n'ont pas déterminé comment les changements dans l'ADN mitochondrial conduisent aux signes et symptômes spécifiques de MELAS. Ils continuent d'étudier les effets des mutations du gène mitochondrial dans différents tissus, en particulier dans le cerveau.

### Syndrome MERFF
Des mutations dans au moins quatre gènes mitochondriaux, MT-TK, MT-TL1, MT-TH et MT-TS1, peuvent provoquer les signes et symptômes de l'épilepsie myoclonique avec des fibres rouges en lambeaux (MERRF). Ces gènes fournissent des instructions pour la fabrication de molécules d'ARNt, qui sont essentielles à la production de protéines dans les mitochondries.Une mutation particulière du gène MT-TK provoque plus de 80% de tous les cas de MERRF. Cette mutation, écrite comme A8344G, remplace le nucléotide adénine par le nucléotide guanine en position 8344 dans le gène MT-TK.Les mutations des gènes MT-TK, MT-TL1, MT-TH et MT-TS1 altèrent la capacité des mitochondries à fabriquer des protéines, à utiliser de l'oxygène et à produire de l'énergie. On ne sait pas encore comment les mutations de ces gènes conduisent aux problèmes musculaires et aux caractéristiques neurologiques du MERRF.

### Syndrome NARP
Des mutations dans un gène mitochondrial, MT-ATP6, ont été trouvées chez des personnes atteintes de neuropathie, d'ataxie et de rétinite pigmentaire (NARP). Le gène MT-ATP6 fournit des instructions pour fabriquer une protéine qui est essentielle pour la fonction mitochondriale normale. Cette protéine forme une partie (sous-unité) d'une enzyme appelée ATP synthase. Cette enzyme, également connue sous le nom de complexe V, est responsable de la dernière étape de la phosphorylation oxydative, au cours de laquelle une molécule appelée adénosine diphosphate (ADP) est convertie en ATP. Les mutations du gène MT-ATP6 modifient la structure ou la fonction de l'ATP synthase, réduisant la capacité des mitochondries à produire de l'ATP. On ne sait pas comment cette perturbation de la production d'énergie mitochondriale entraîne une faiblesse musculaire, une perte de vision et les autres caractéristiques spécifiques du NARP.

### Surdité non syndromique
Les mutations de l'ADN mitochondrial sont associées à une perte auditive non syndromique, qui est une perte d'audition qui n'est pas associée à d'autres signes et symptômes. Ces mutations peuvent se produire dans au moins deux gènes mitochondriaux: MT-RNR1 et MT-TS1.
Le gène MT-RNR1 fournit des instructions pour la fabrication d'un type d'ARN ribosomal appelé ARN 12S. Cette molécule aide à assembler des blocs de construction protéiques appelés acides aminés en protéines fonctionnelles qui effectuent la phosphorylation oxydative dans les mitochondries. Les mutations de ce gène augmentent le risque de perte auditive, en particulier chez les personnes qui prennent des médicaments antibiotiques sur ordonnance appelés aminoglycosides. Ces antibiotiques sont généralement utilisés pour traiter les infections bactériennes mortelles et chroniques telles que la tuberculose. Les aminoglycosides tuent les bactéries en se liant à leur ARN ribosomique et en perturbant la capacité des bactéries à produire des protéines. Les modifications génétiques courantes du gène MT-RNR1 peuvent donner à l'ARN 12S dans les cellules humaines une apparence similaire à l'ARN ribosomal bactérien. En conséquence, les aminosides peuvent cibler l'ARN 12S modifié tout comme ils ciblent l'ARN ribosomal bactérien. L'antibiotique se lie facilement à l'ARN 12S anormal, ce qui altère la capacité des mitochondries à produire les protéines nécessaires à la phosphorylation oxydative. Les chercheurs pensent que cet effet involontaire des aminoglycosides peut réduire la quantité d'ATP produite dans les mitochondries, augmenter la production de sous-produits nocifs et éventuellement provoquer l'auto-destruction des cellules (subir l'apoptose).
Le gène MT-TS1 fournit des instructions pour la fabrication d'une forme d'ARNt appelée tRNASer (UCN). Cette molécule aide à assembler les acides aminés en protéines fonctionnelles de pleine longueur. La plupart des mutations du gène MT-TS1 perturbent probablement la production normale de la molécule tRNASer (UCN) ou altèrent sa structure. En conséquence, moins de tRNASer (UCN) est disponible pour assembler les protéines dans les mitochondries. Ces changements réduisent la production de protéines nécessaires à la phosphorylation oxydative, ce qui peut nuire à la capacité des mitochondries à produire de l'ATP.
Les chercheurs n'ont pas déterminé pourquoi les effets des mutations de ces gènes sont généralement limités aux cellules de l'oreille interne qui sont essentielles à l'audition. D'autres facteurs génétiques ou environnementaux jouent probablement un rôle dans les signes et symptômes associés à ces mutations.

### Syndrome de Pearson
Comme dans le syndrome de Kearns-Sayre (décrit ci-dessus), la suppression de l'ADN mitochondrial provoque le syndrome moelle-pancréas de Pearson. Cette maladie grave affecte le développement des cellules sanguines et la fonction du pancréas et d'autres organes; il est souvent mortel dans la petite enfance ou la petite enfance. La taille et l'emplacement des délétions d'ADN mitochondriales varient, allant généralement de 1 000 à 10 000 nucléotides. Environ 20 pour cent des individus affectés ont une suppression de 4 997 nucléotides; ce changement génétique est également fréquent dans le syndrome de Kearns-Sayre. La perte d'ADN mitochondrial altère la phosphorylation oxydative, ce qui réduit l'énergie disponible pour les cellules. Cependant, on ne sait pas comment les suppressions d'ADN mitochondriales conduisent aux signes et symptômes spécifiques du syndrome de la moelle pancréatique de Pearson.
Il n'est pas clair pourquoi la même suppression peut entraîner différents signes et symptômes. Les chercheurs suggèrent que les tissus dans lesquels se trouvent les suppressions d'ADN mitochondrial déterminent quelles caractéristiques se développent. Certaines personnes atteintes du syndrome de la moelle et du pancréas de Pearson qui survivent à la petite enfance développent des signes et des symptômes du syndrome de Kearns-Sayre plus tard dans la vie.

### Ophtalmoplégie externe progressive
La suppression ou la mutation de l'ADN mitochondrial peut être impliquée dans une affection oculaire appelée ophtalmoplégie externe progressive. Ce trouble affaiblit les muscles qui contrôlent le mouvement des yeux et fait retomber les paupières (ptose). Certaines personnes atteintes d'ophtalmoplégie externe progressive ont une seule grande suppression d'ADN mitochondrial. La délétion la plus courante est de 4 997 nucléotides, comme dans le syndrome de Kearns-Sayre (décrit ci-dessus). D'autres personnes atteintes de la maladie ont une mutation du gène mitochondrial MT-TL1. Ce gène fournit des instructions pour fabriquer un ARNt spécifique appelé tRNALeu (UUR). Cet ARNt ne se trouve que dans les mitochondries et est important dans l'assemblage des protéines qui effectuent la phosphorylation oxydative.
La mutation A3243G (décrite ci-dessus), qui est le même changement génétique qui a été associé à MELAS, est une cause relativement courante d'ophtalmoplégie externe progressive. On ne sait pas comment la même mutation du gène MT-TL1 peut entraîner différents signes et symptômes. Les mutations du gène MT-TL1 altèrent la capacité des mitochondries à fabriquer des protéines, à utiliser de l'oxygène et à produire de l'énergie, bien que les chercheurs n'aient pas déterminé comment ces mutations conduisent aux signes et symptômes spécifiques d'une ophtalmoplégie externe progressive.

### Autres pathologies
Les changements héréditaires dans l'ADN mitochondrial peuvent causer des problèmes de croissance, de développement et de fonctionnement des systèmes du corps. Ces mutations perturbent la capacité des mitochondries à générer efficacement de l'énergie pour la cellule. Les conditions causées par des mutations de l'ADN mitochondrial impliquent souvent plusieurs systèmes d'organes. Les effets de ces conditions sont plus prononcés dans les organes et les tissus ayant des besoins énergétiques élevés (comme le cœur, le cerveau et les muscles). Bien que les conséquences sur la santé des mutations héréditaires de l'ADN mitochondrial varient considérablement, certaines caractéristiques fréquemment observées comprennent la faiblesse musculaire et l'émaciation, des problèmes de mouvement, le diabète, l'insuffisance rénale, les maladies cardiaques, la perte de fonctions intellectuelles (démence), la perte auditive et les anomalies impliquant les yeux et vision.
La plupart des cellules du corps contiennent des milliers de mitochondries, chacune avec une ou plusieurs copies d'ADN mitochondrial. Ces cellules peuvent avoir un mélange de mitochondries contenant de l'ADN muté et non muté (hétéroplasmie). On pense que la gravité de nombreux troubles mitochondriaux est associée au pourcentage de mitochondries avec un changement génétique particulier.
Une accumulation de mutations somatiques dans l'ADN mitochondrial a été associée à un risque accru de certains troubles liés à l'âge tels que les maladies cardiaques, la maladie d'Alzheimer et la maladie de Parkinson. De plus, la recherche suggère que l'accumulation progressive de ces mutations au cours de la vie d'une personne peut jouer un rôle dans le processus de vieillissement normal. 

## Diagnostic difficile
Ces maladies sont dues à un défaut de la chaîne des oxydations phosphorylantes (OXPHOS). Souvent d'origine génétique, ce sont les plus courantes des maladies héréditaires du métabolisme. Mais elle restent difficile à diagnostiquer car présentant des formes clinique très diversifiées, en raison (quand la cause est génétique) de l'altération de gènes très divers pouvant se situer tant sur l'ADN mitochondrial (ADNmt) que sur le génome nucléaire.
Depuis le début du XXIe siècle le séquençage de l'exome (WES) a progressé, permettant d'identifier un nombre croissant de gènes impliqués et de décrire plus précisément les mécanismes physiopathologiques en jeu.
Le diagnostic est formulé sur la base de la présentation clinique, ainsi qu'au vu des résultats de tests biochimiques, de l'imagerie médicale, de l'histopathologie. Les investigations génétiques portent sur tout l'ADNmt et si cette exploration ne donne pas de résultats, sur de larges séries de gènes nucléaires. La détection du gène causal (ou des gènes en cause) devraient à l'avenir poser plus précisément le diagnostic de nombreuses maladies mitochondriales en permettant des traitements plus ciblés et quand ils n'existent pas d'un conseil génétique avec possibilité pour les parents de mettre au monde des enfants non-atteints.